# Asperala erythraea
Asperala erythraea är en insektsart som först beskrevs av Brauer 1867.  Asperala erythraea ingår i släktet Asperala och familjen fångsländor. Inga underarter finns listade i Catalogue of Life.